# Grow into One
Grow into One (estilizado como grow into one) es el segundo álbum original de estudio de la cantante japonesa Kumi Kōda, lanzado al mercado el día 19 de marzo del año 2003 bajo el sello rhythm zone.

## Detalles
El segundo álbum de Koda fue lanzado un año y unas semanas antes del lanzamiento de lo que fue su primer disco affection. Contrariamente con este disco, grow into one alcanzó un mayor éxito y reconocimiento tanto en ventas, y nuevos fanáticos fueron atraídos a Koda, lo que como consecuencia términó en alcanzar el puesto n.º 9 de las listas de álbumes semanales de Oricon, con ventas de ciento noventa mil copias -cien mil copias más que su primer disco-.
El éxito obtenido se debe en gran parte al éxito obtenido con su séptimo sencillo "real Emotion/1000 no Kotoba", parte de la banda sonora del videojuego Final Fantasy X-2 en su versión nipona, y que se convirtió en el primer sencillo de la artista en alcanzar un estatus de completo éxito con más de cuatrocientas copias vendidas. Primeras ediciones del álbum incluyeron un total de quince temas -de los cuales ya cinco habían sido previamente lanzados en los sencillos promocionales-, y posteriormente comenzó a editarse el disco con sólo catorce temas sin el bonus track, que era una versión alternativa con elementos de música clásica de la balada "1000 no Kotoba". La versión del álbum que contenía esta versión por un tiempo se hizo muy difícil de conseguir pasado el tiempo, hasta que en marzo del 2007 fue incluida en un nuevo disco, la composición de baladas de Koda en el álbum de grandes éxitos BEST ~BOUNCE & LOVERS~. Primeras ediciones de grow into one también incluyeron, aparte del bonus track, un empaque especial que contenía diversos extras como un libreto especial, una tarjeta de intercambio, entre otros regalos.

## Lista de canciones
| N.º | Título                                       | Letras                          | Música                           | Arreglistas(s)                   | Duración |  |
| 1.  | «Teaser feat.Clench&Blistah»                 | Clench & Blistah, Sachi Bennett | Miki Watanabe                    | Miki Watanabe                    | 1:53     |  |
| 2.  | «real Emotion»                               | Kenn Kato                       | Kazuhiro Hara                    | h-wonder                         | 3:59     |  |
| 3.  | «BOY FRIEND?»                                | Ken Matsubara                   | h-wonder                         | h-wonder                         | 4:40     |  |
| 4.  | «Your only one»                              | Kumi Koda                       | Daisuke Suzuki                   | h-wonder                         | 4:53     |  |
| 5.  | «one»                                        | Kumi Koda, Elizabeth Narita     | Elizabeth Narita                 | Ryuichiro Yamaki                 | 3:31     |  |
| 6.  | «One night romance»                          | Daisuke Imai                    | Daisuke Imai                     | h-wonder                         | 4:36     |  |
| 7.  | «1000 no Kotoba (1000の言葉 Sen no Kotoba?)» | Kazushige Nojima                | Noriko Matsueda, Takahito Eguchi | Noriko Matsueda, Takahito Eguchi | 5:58     |  |
| 8.  | «S.O.S ~sound of silence~»                   | Kenn Kato                       | Daisuke Suzuki                   | Ryuichiro Yamaki                 | 3:23     |  |
| 9.  | «maze»                                       | Kenn Kato                       | Hiroo Yamaguchi                  | 813, h-wonder                    | 4:05     |  |
| 10. | «Ranhansha (乱反射?)»                        | Ken Matsubara                   | Miki Watanabe                    | Ken Matsubara                    | 4:00     |  |
| 11. | «Pearl Moon»                                 | Ken Matsubara                   | Elizabeth Narita                 | Ken Matsubara                    | 5:16     |  |
| 12. | «Nasty girl»                                 | Kumi Koda                       | Genki Hibino, Shifo              | Seiji Akiyama                    | 4:39     |  |
| 13. | «To be one»                                  | Kenn Kato                       | Masaki Iehara                    | Satoshi Hidaka                   | 4:25     |  |

| Bonus Track |                                                                            |                  |                                  |                |          |  |
| N.º         | Título                                                                     | Letras           | Música                           | Arreglistas(s) | Duración |  |
| 14.         | «love across the ocean»                                                    | Kumi Koda        | Tsukasa                          | h-wonder       | 3:38     |  |
| 15.         | «1000 no Kotoba (1000の言葉 Sen no Kotoba?)» (Alternate Orchestra Version) | Kazushige Nojima | Noriko Matsueda, Takahito Eguchi |                | 6:25     |  |

- Datos: Q307628